# Савин, Нил Васильевич
Нил Васи́льевич Са́вин (29 января 1908, Санкт-Петербург — 20 октября 1996, там же) — советский гребец-байдарочник и тренер по гребле на байдарках и каноэ. Многократный чемпион всесоюзных первенств в различных гребных дисциплинах, член спортивного общества «Пищевик», заслуженный мастер спорта СССР. Работал тренером в спортивном обществе «Труд» и в течение многих лет возглавлял женскую сборную Советского Союза по гребле, заслуженный тренер СССР, личный тренер трёхкратной олимпийской чемпионки Людмилы Пинаевой.

## Биография
Родился 29 января 1908 года в Санкт-Петербурге. Сын «петербургского 2-й гильдии купеческого сына» Василия Ниловича Савина, из осташковских мещан, и его жены, домашней учительницы Екатерины Павловны (урождённой Филипповой). 
Занимался греблей в ленинградском областном совете добровольного спортивного общества «Пищевик». Окончил Государственный институт физической культуры имени П. Ф. Лесгафта (ныне Национальный государственный университет физической культуры, спорта и здоровья имени П. Ф. Лесгафта).
Первого серьёзного успеха на всесоюзном уровне добился ещё в 1934 году, когда одержал победу на чемпионате СССР в зачёте одиночных байдарок на дистанции 1000 метров. Два года спустя на аналогичных соревнованиях повторил это достижение.
Вынужден был прервать спортивную карьеру из-за начавшейся Великой Отечественной войны, но во второй половине 1940-х годов вернулся в спорт и вновь вошёл в число лучших гребцов страны. Так, в 1946 году он стал чемпионом Советского Союза в зачёте двухместных байдарок на дистанции 2000 метров, в 1948 и 1949 годах побеждал среди одиночек на десяти километрах, в период 1950—1951 годов вместе с напарником Георгием Краснопевцевым дважды подряд становился чемпионом страны в двойках на десятикилометровой дистанции. Помимо этого, неоднократно выигрывал всесоюзные первенства по народной гребле (на шлюпках). За выдающиеся спортивные достижения удостоен почётного звания «Заслуженный мастер спорта СССР» по гребле на байдарках и каноэ.
После завершения спортивной карьеры занялся тренерской деятельностью. В течение многих лет занимал должность старшего тренера женской национальной сборной СССР по гребле, в частности руководил советской командой на четырёх летних Олимпийских играх (1952, 1964, 1968, 1972). Работал тренером в добровольном спортивном обществе «Труд».
Одна из самых известных его учениц — заслуженный мастер спорта Людмила Пинаева, трёхкратная олимпийская чемпионка, семикратная чемпионка мира. Являлся личным тренером своей младшей сестры Нины Савиной, бронзового призёра Олимпийских игр, многократной чемпионки всесоюзных первенств, также добившейся звания заслуженного мастера спорта. Участвовал в подготовке таких известных гребцов, как Игорь Писарев, Павел Бахарев, Фёдор Селиванов и др.
За успехи на тренерском поприще Нил Савин удостоен звания «Заслуженный тренер СССР», неоднократно получал звания лучшего тренера Ленинграда и СССР, дважды награждался орденом «Знак Почёта» (1969, 1972).
Умер 20 октября 1996 года в Санкт-Петербурге.
Похоронен на Большеохтинском кладбище Санкт-Петербурга.